# 比克主教座堂

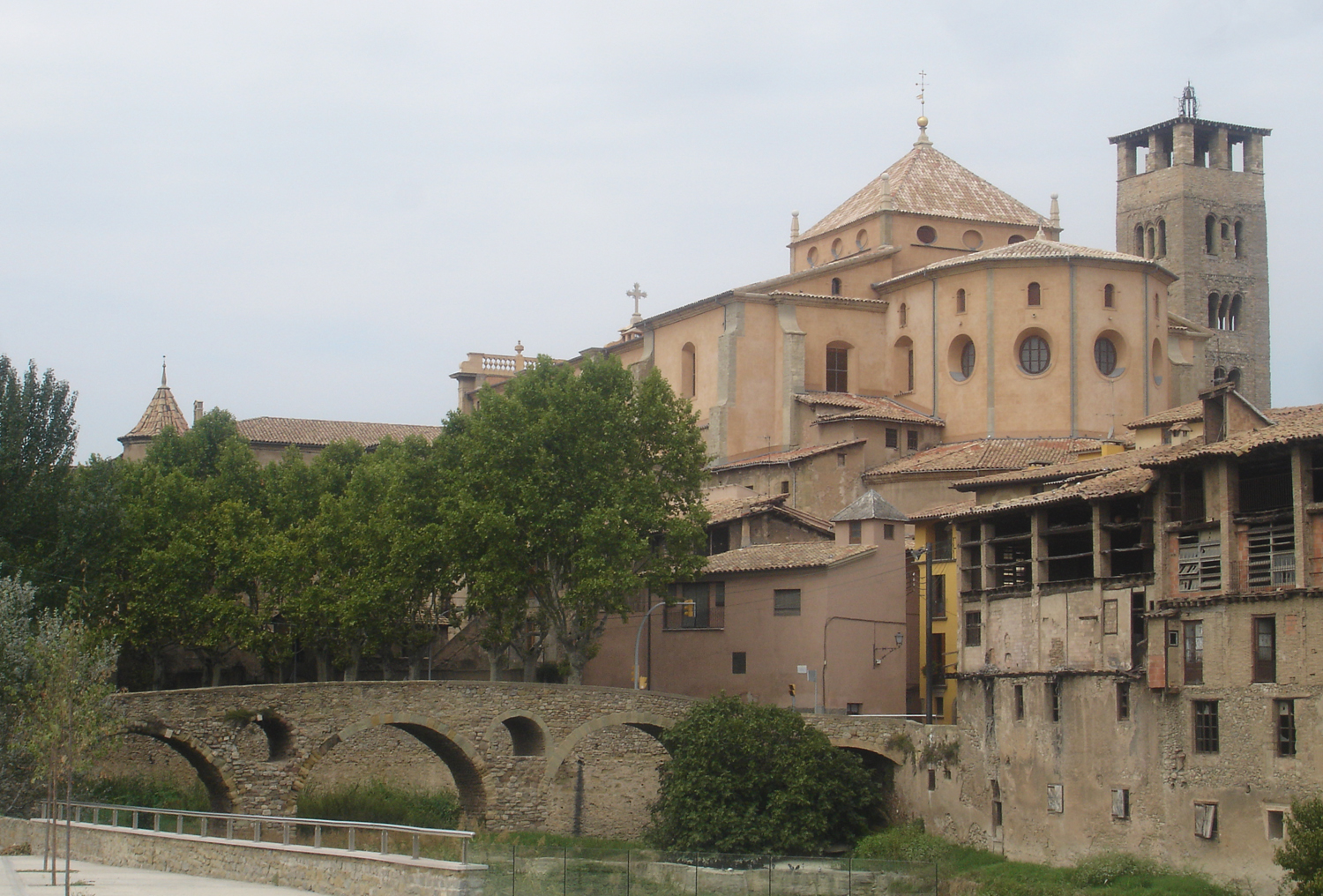

比克主教座堂（Vic Cathedral）是位於西班牙城市比克的一座羅馬天主教的主教座堂。比克教堂也是天主教比克教區的主教教堂。